# Medetera grisescens
Medetera grisescens är en tvåvingeart som beskrevs av de Meijere 1916. Medetera grisescens ingår i släktet Medetera och familjen styltflugor. Inga underarter finns listade i Catalogue of Life.